# 菅沼拓夫
菅沼 拓夫（すがぬま たくお、1969年 -）は、日本の情報工学者。東北大学教授。同大学サイバーサイエンスセンター 研究開発部 ネットワーク研究部 教授・センター長。大学院情報科学研究科 兼任。博士(工学)。長野県上田市出身。

## 人物・経歴
- 1992年 - 千葉工業大学工学部情報工学科（現・情報科学部情報工学科）卒業。
- 1994年 - 千葉工業大学大学院工学研究科情報工学専攻修士課程修了。
- 1997年 - 千葉工業大学大学院工学研究科情報工学専攻博士課程修了。東北大学電気通信研究所助手。
- 2002年 - 東北大学電気通信研究所助教授。
- 2007年 - 東北大学電気通信研究所准教授。
- 2010年 - 東北大学電気通信研究所サイバーサイエンスセンター教授。